# Принцеса Лебідь: Королівське весілля
«Принцеса Лебідь: Королівське весілля» (англ. The Swan Princess: A Royal Wedding) — казковий мультфільм 2020 року режисера Річарда Річа, що входить до серії фільмів The Swan Princess (1994—2020). Прем'єра фільму відбулася 3—4 серпня 2020 року.

## Сюжет
Одетта і Дерек запрошені на весілля китайської принцеси Мей та її коханого Ченя. Проте плани наречених і гостей порушує зла чаклунка Фан. Вона перетворює Мей на стару, а сама перетворюється на принцесу. Чень нічого не підозрює, зате підступ чаклунки розкриває Одетта.

## Актори озвучення
- Александер Чен — Чень
  - Хао Фен — Чень (виконання пісень)
- Ніна Герцоґ — Одетта
- Френсіс Хуанг — Принц Лі
- Гарднер Джеєс — Пуффін
- Клейтон Джеймс — Джин-Боб
- Бен Кінг — Жу
- Катрін Лавін — Королева Уберта
- Мюет Лі — Гун Фа
- Юрій Ловенталь — Дерек
- Вівіан Лу — Фан
- Рашані Лумайно — Ю Янь
- Джозеф Медрано — Лорд Роджерс
- Браян Ніссан — Оповідач
- Стефані Ше — Принцеса Мей Лі